# Escuadrón de Aviación de Apoyo de Inteligencia 601
El Escuadrón de Aviación de Apoyo de Inteligencia 601 (Esc Av Apy Icia 601) fue un escuadrón de aviación de ejército del Ejército Argentino. Estaba basado en el Aeródromo Militar Campo de Mayo, Provincia de Buenos Aires. Pertenecía a la Agrupación de Aviación de Ejército 601 (Agr Av Ej 601) con asiento en la misma Guarnición.
Con su dotación de aviones Grumman OV-1D Mohawk realizaba tareas de exploración, inteligencia y reconocimiento.

## Historia
En 1992 el Ejército Argentino adquirió 23 aeronaves Grumman OV-1C y OV-1D Mohawk excedentes del Ejército de los Estados Unidos.
El Escuadrón surgió el 1 de enero de 1994 como «Escuadrón de Aviación de Exploración y Reconocimiento 601» (Esc Av Expl Rec 601) en el seno de la Agrupación de Aviación de Ejército 601 (Agr Av Ej 601). Bajo el mando del teniente coronel Alfredo Castillo y con once aviones OV-1D Mohawk quedó activado. Al año siguiente diez aparatos adicionales arribaron a la Argentina para totalizar 21 unidades.
El 13 de septiembre de 2006, un OV-1C (dominio AE-024) de la Escuela de Aviación del Ejército (Ec Av Ej) sufrió un accidente fatal. En consecuencia, se paralizó a la flota de OV-1 para realizar un mantenimiento mayor de la misma. Solo se reparó un avión, el cual voló hasta 2012.
En enero de 2013 el Esc Av Apy Icia 601 se fusionó con el Escuadrón de Aviación de Apoyo General 603 (Esc Av Apy Grl 603) para constituir el nuevo Batallón de Aviación de Apoyo de Combate 601 (B Av Apy Comb 601). Los aviones OV-1D pasaron a este Batallón.